# Bothriocyrtum fabrile
Espèce
Bothriocyrtum fabrile est une espèce d'araignées mygalomorphes de la famille des Halonoproctidae.

## Distribution
Cette espèce est endémique du Mexique.

## Description
La femelle holotype mesure 25 mm.

## Publication originale
- Simon, 1891 : Liste des espèces de la famille des Aviculariidae qui habitent le Mexique et l'Amérique du Nord. Actes de la Société Linnéenne de Bordeaux, vol. 44, p. 307-326 (texte intégral).